# オバスカ
オバスカ（OBASUKA）は、日本のファッションデザイナー・奥村祥国が2007年に立ち上げたブランド。

## 名称
「OBASUKA」というブランド名は「オバケ」＋「スカル」の造語。

## トレードマーク
OBASUKAのトレードマークはドクロとオバケが融合されたユニークなキャラクターである。

このキャラクターは様々なバリエーションがあり、アイテムによって使い分けられたり雑誌広告などで見る事ができる。

## 概略
創設者の奥村祥国は、過去に裏原宿のブランド「ダブルフォー」のデザイナーをはじめ、フジテレビの人気番組めざましテレビが行った「39プロジェクト」のコラボTシャツ、女性R&BシンガーAI (歌手)のオフィシャルグッズ、日本のレゲエグループ湘南乃風のステージ衣装、THE BLUE HEARTSのオリジナルTシャツなどを手がけている。

ブランドの解説には「謎のクリエイティブ集団がデザインするプロダクツ」とされており、他のデザイナーについて正体は明かされていない。

芸能人との関わりも深く、特に吉本興業に所属する次長課長の河本準一は好きなブランドを「OBASUKA」と公言している。

株式会社ラウンドハウスが発行する男性ファッション誌「SENSE」「HEART」へ、商品の公式発表以前から表3ページにブランドのトレードマークのみの純広告を掲載し、一部業界で話題となった。現在も同誌へ商品掲載や広告掲載を精力的に行っている。

2008年からはOFFICIAL SITEで公式通販を始め、株式会社ノスが運営する「ブランド公式カスタム」で携帯電話のきせかえツール配信も行っている。

### 愛用する芸能人
河本準一
吉本興業に所属するお笑いコンビ次長課長のツッコミ担当
柴田英嗣
プロダクション人力舎に所属するお笑いコンビアンタッチャブルのツッコミ担当
Ryoji
日本のヒップホップグループケツメイシのメンバー
福田正博
元浦和レッドダイヤモンズのサッカー選手

### 関連ブランド・関連事業
現在OBASUKAは、同ブランドの下で「OBASUKA GOLF」と呼ばれるゴルフラインの展開も行っている。
このゴルフラインは2008年にJJGA（日本ジュニアゴルフ協会）の日本代表公式ウェアに選定され、ゴルフ日本代表選手が「OBASUKA GOLF」のポロシャツを着用し世界で戦い、「ハニカミ王子」の愛称で有名な石川遼選手などが着用している。